# П'ятаков Леонід Леонідович
Леонід Леонідович П'ятаков (22 вересня (4 жовтня) 1888 , Городище, Київська губернія  — 25 грудня 1917  (7 січня 1918) , Київ, Київська губернія, УНР ) — більшовик, революціонер, учасник боротьби за Радянську владу в Україні. Член Центрального виконавчого комітету Рад України.

## Життєпис
Народився в 1888 році на Мар'їнському цукровому заводі (містечко Городище, Черкаський повіт, Київська губернія) в сім'ї інженера-технолога, потім директора заводу Леоніда Тимофійовича П'ятакова (1847—1915) і дочки підприємця Олександри Іванівни Мусатової.
Закінчив Київське реальне училище святої Катерини (1905) і хімічне відділення Київського політехнічного інституту (1910), служив в армії однорічником, під впливом молодшого брата Георгія став марксистом, вів революційну пропаганду серед солдатів. Мати також співчувала лівим ідеям, у 1912 році в її будинку зберігалися документи Київської організації РСДРП. Леонід П'ятаков був досить відомим у місті діячем, він очолював військову організацію Київського комітету РСДРП(б), був членом виконкому Київської Ради робітничих і солдатських депутатів, а також депутатом Всеросійських Установчих зборів від Південно-Західного фронту.
Вночі 25 грудня 1917 (7 січня 1918) року був заарештований у себе вдома невідомими козаками, які заявили, що мають наказ про арешт більшовика Леоніда П'ятакова.
Центральна рада в особі генерального секретаря військових справ Миколи Порша заявила про свою непричетність до арешту, проте створена 20 грудня 1917 (2 січня 1918) року спеціальна слідча комісія в червні 1918 отримала свідчення ротмістра Українського гусарського полку Я. Б. Журавського, що наказ про арешт був отриманий від уряду і Леонід П'ятаков убитий його козаками. Поки більшовики та їх союзники були шоковані цим зникненням, комендант міста Ковенко Михайло Микитович в ніч на 5 (18) січня 1918 року провів зачистку міста: відділи «Вільного козацтва» обшукали найбільші заводи, щоби відібрати зброю, було розгромлено редакцію газети Київської Ради робітничих депутатів «Пролетарская мысль», а на «Арсеналі» навіть порізано паси верстатів — щоб зірвати роботу заводу.
Російські меншовики та єврейський «Бунд» рішуче засудили заколот більшовиків. Тіло більшовицького лідера зі слідами звірячих катувань було знайдено поблизу Посту-Волинського під Києвом 16 (29) січня 1918 року. Ця подія стала підігріла пристрасті після початку Січневого заколоту проти Центральної ради. Після повідомлення про знахідку тіла Леоніда П'ятакова, яке зробив більшовик Ісак Крейсберг, збори більшістю у 266 голосів (проти 11, утрималося 22) оголосили про початок загального політичного страйку із вимогами передати владу Радам та роззброїти контрреволюційні частини Вільного козацтва.
Було обрано міський страйковий комітет на чолі з секретарем спілки друкарів Києва Іваном Клименком, а згодом і центральний штаб (ревком міста) на чолі із Андрієм Івановим.
Після захоплення Києва військами Муравйова Леоніда П'ятакова 1 (14) лютого з почестями поховали на Байковому кладовищі. Виступаючи зі словами прощання на траурному мітингу, його брат Георгій П'ятаков урочисто присягнув боротися за справу революції далі за двох — за себе і за брата. 4 (17) лютого тіло Леоніда П'ятакова перепоховали в братській могилі в Маріїнському парку.

## Сім'я
- Батько — П'ятаков Леонід Тимофійович (1847–1915)
- мати — Мусатова Олександра Іванівна (18??–1917)
- Брат — П'ятаков Юрій Леонідович (1890–1937)